# Dossier d'objectifs et de caractéristiques principales
 (février 2024).
Le dossier d'objectifs et de caractéristiques principales (DOCP) est le document de référence d’Île-de-France Mobilités (ex-Syndicat des transports d'Île-de-France - STIF), l’autorité organisatrice des transports en Île-de-France, pour la présentation des projets d’infrastructure de transport au stade des études de faisabilité. 
Son objectif est de présenter les caractéristiques générales et les principaux impacts d'un projet envisagé, pour permettre d'en apprécier l’opportunité et la faisabilité, ainsi que la compatibilité au regard du Schéma directeur de la région Île-de-France (SDRIF) et du plan de déplacements urbains d'Île-de-France (PDUIF).
Son contenu type, précisé par la délibération no 2011-0631 de la séance du 6 juillet 2011 du conseil du STIF (auj. IDFM), est le suivant :
- Présentation du projet (contexte général, historique...)
- Diagnostic du territoire concerné permettant d'apprécier l'opportunité du projet (au vu de la géographie, de l'offre de transport actuelle et future, des projets urbains...)
- Descriptif du projet (principaux scénarios, calendrier prévisionnel, coûts...)
- Identification des impacts significatifs du projet sur l'environnement et le territoire
- Évaluation socio-économique multi-critères du ou des scénarios et classement des variantes

Une fois approuvé par le onseil d’IDFM, le DOCP constitue le dossier support de la concertation ou du débat public le cas échéant, son contenu lui permettant de répondre aux exigences exposées à l'article L121-8 du code de l'environnement relatives à l'organisation du débat public.